# James Lawrence (Marineoffizier)

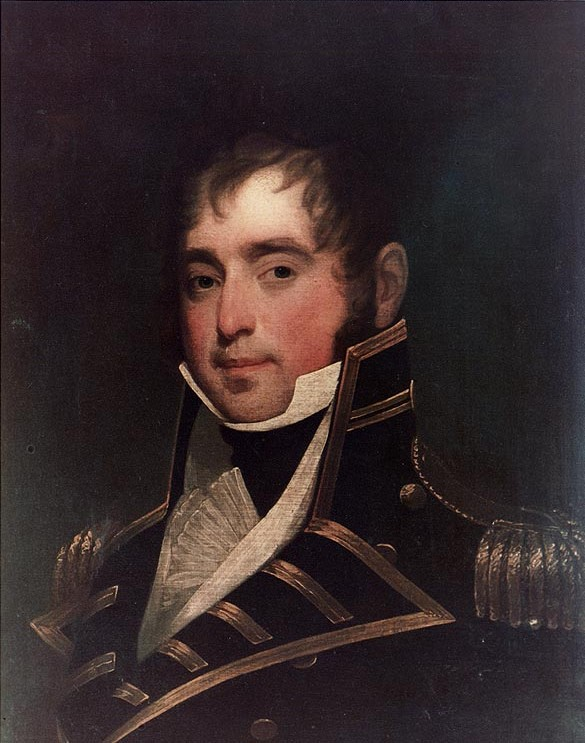
James Lawrence

James Lawrence (* 1. Oktober 1781 in Burlington, New Jersey; † 4. Juni 1813) war ein amerikanischer Marineoffizier.

## Leben
James Lawrence wuchs in Woodbury auf. 1798 wurde er Seekadett bei der United States Navy. Er diente auf Schiffen in der Karibik und wurde 1802 Lieutenant. 1803 nahm er auf der Enterprise an einem erfolgreichen Angriff auf ein gegnerisches Schiff teil. Dann war er auf verschiedenen Schiffen tätig und wurde 1810 „Master Commandant“. 1813 wurde er Captain. Er kommandierte die Chesapeake im Britisch-Amerikanischen Krieg. Das Schiff wurde 1813 im Hafen von Boston von einem britischen Schiff am Auslaufen gehindert. Es kam zum Kampf. Dabei wurde Lawrence schwer verwundet. Im Sterben rief er den Offizieren zu: „Gebt das Schiff nicht auf!“ Obwohl das Schiff geentert wurde und Lawrence starb, wurde er zum Helden, denn das Geschehen wurde seinem Freund Oliver Hazard Perry berichtet. Dieser schrieb den Satz auf eine Fahne, die er 1813 in einem siegreichen Seegefecht auf dem Eriesee mitführte und die heute in einer Gedenkhalle in der United States Naval Academy ausgestellt ist. Lawrence hinterließ Gattin und Tochter und wurde zunächst in Halifax bestattet, aber nach New York City umgebettet.
Er bekam als Auszeichnung die Congressional Gold Medal. Mehrere Orte wurden nach ihm benannt, darunter Lawrenceville, Georgia, Lawrenceville, New Jersey sowie Countys und auch einige Kriegsschiffe. Auch die Lake Erie verwendete seine letzten Worte als Mottospruch.